# Acanthopsetta nadeshnyi
Genre
Espèce
Acanthopsetta nadeshnyi est une espèce de poissons de la famille des Pleuronectidae et du genre Acanthopsetta. C'est la seule espèce de son genre (monotypique). Elle vit entre 18 et 900 mètres de profondeur. On peut la trouver dans le nord du Pacifique.